# Robert Black
Robert Black (21 de abril de 1947 – 12 de enero de 2016) fue un asesino en serie escocés condenado a cadena perpetua por secuestro y asesinato de cuatro niñas de edades entre 5 y 11 años, entre 1981 y 1986 en Reino Unido. Los cargos fueron de agresión sexual a una de las menores y rapto y violación de las otras tres, concluyendo con el asesinato de estas. También fue condenado por el intento de secuestro de otras dos.
La policía investigó otros posibles 40 casos en que podría estar involucrado, entre los cuales hay doce posibles asesinatos. La búsqueda del asesino a lo largo de varios años fue una de las investigaciones criminales más grandes en Reino Unido en el siglo XX.

## Primeros años de vida
Black nació en Grangemouth (Stirlingshire) como hijo ilegítimo de la soltera Jessie Hunter Black; de padre desconocido, su madre decidió darlo en adopción antes de emigrar a Australia. Robert Black nunca conoció a sus padres, a los seis meses fue adoptado por un matrimonio de mediana edad: Jack y Margaret Tulip. Black no encajaba en la escuela, debido a que descuidaba su propia higiene era apodado “el maloliente Robby Tulip” por sus compañeros de clase, quienes notaron que prefería andar con niños de uno a dos años menores que él, en lugar de aquellos de su misma edad.
Vivió con los Tulip once años, durante los cuales fue maltratado físicamente por ambos padres adoptivos. Cuando murieron (su padre a los cinco años y su madre a los once años) fue entregado a otra familia adoptiva, pero pronto sería enviado a un hogar para niños en Falkirk cuando su nueva madre denunció que había cometido su primera agresión sexual conocida, en que arrastró a una niña a un baño público para acariciarla, y no lo quería en su casa.

## Primeros delitos
Mientras vivía con los Tulip, Robert Black tuvo un autodescubrimiento sexual a una edad temprana, cuando a los cinco años comparó sus genitales con los de otra niña de la misma edad. Desde entonces desarrolló un profundo interés en los genitales femeninos y en los propios. Dijo que desde los ocho años a menudo introducía objetos en su ano. Esta fue una práctica que repetiría hasta su adultez.
El primer intento de Black de raptar fue a los 12, junto con otros dos chicos. Atacaron a una chica en un campo, pero se encontraron incapaces de completar el acto de la penetración. Las autoridades fueron notificadas y Black fue trasladado a la Red House, un establecimiento exclusivamente masculino de alta disciplina, situado en Musselburgh. Una vez allí un miembro del personal abusó sexualmente de él.
A los 15, Black dejó la Red House y con ayuda de las agencias de bienestar de menores encontró trabajo como repartidor de una carnicería en Greenock cerca de Glasgow. Más tarde admitiría que durante sus encargos abusaría de entre 30 y 40 niñas, acariciándolas si las descubría solas en casa. Ninguno de estos incidentes parecen haber sido oficialmente reportados hasta su primera condena a la edad de 17 años, cuando llevó a una niña de siete años que jugaba sola en el parque hasta un edificio vacío con la excusa de mostrarle unos gatitos, pero allí la estranguló hasta que perdió la conciencia y luego se masturbó sobre su cuerpo inconsciente. Black fue arrestado y condenado por ‘comportamiento lascivo y libidinoso’ solo recibiendo una amonestación, ya que un examen psiquiátrico sugirió que era un accidente aislado y no necesitaba tratamiento. Luego, Black se mudó a Grangemouth.
En Grangemouth, se alojó con un matrimonio anciano y consiguió trabajo en una compañía de suministros de construcción, también conoció en el club juvenil local a su única novia conocida, Pamela Hodgson, y le propuso matrimonio. Black quedó devastado cuando ella terminó la relación pocos meses después, en parte debido a sus demandas sexuales inusuales. En 1966, Black abusó de la nieta de nueve años de edad de sus hospedadores. Lo echaron de la casa pero no tomaron ninguna acción legal, queriendo ahorrarle a la niña un trauma mayor.
Black regresó a Kinlochleven, donde fue criado. Tomó un cuarto con una pareja que tenía una hija de siete años de edad. Igual que antes, Black abusó de ella. Esta vez cuando el abuso fue revelado, la policía fue notificada. Black fue sentenciado a un año en el reformatorio juvenil Polmont de Brightons. Tras su liberación, Black dejó Escocia y viajó a Londres, donde encontró trabajo como ayudante en una piscina. No pasó mucho tiempo hasta que una niña pequeña informó que Black la había 'tocado', y aunque no se presentaron cargos oficiales, Black perdió su trabajo.
Mientras Black vivió en Londres, pasó mucho tiempo jugando a los dardos en los bares. Se convirtió razonablemente en un buen jugador, y en una cara familiar en el circuito amateur de los dardos. El campeón mundial de dardos Eric Bristow conoció a Black vagamente durante este tiempo, recordándolo como un “solitario” que no parecía tener novia. En 1976 comenzó a trabajar como conductor de una furgoneta en una empresa de entrega de carteles y vallas publicitarias por todo el Reino Unido e Irlanda. Aquí fue donde obtuvo un exhaustivo conocimiento sobre algunas de las calles de Londres y de las carreteras del país. Para sus empleadores, Black era un empleado eficiente siempre dispuesto a realizar entregas a larga distancia que no le gustaban a sus compañeros de trabajo casados.
Su trabajo le permitiría secuestrar a sus víctimas y abandonar los cuerpos a cientos de kilómetros. Para reducir la posibilidad de ser identificado por testigos oculares, Black (al igual que su contemporáneo estadounidense más famoso Ted Bundy) alteraba su apariencia, dejándose barba para luego afeitarse, y ocasionalmente, hasta rapándose al cero. Poseía docenas de gafas diferentes, usando un modelo muy distinto al anterior para cada ataque. También colocó cortinas negras opacas en las ventanas traseras de su furgoneta.

## Asesinato de Jennifer Cardy
Su primer asesinato conocido lo cometió el 12 de agosto de 1981, cuando Jennifer Cardy de 9 años de edad, que iba en bicicleta en Ballinderry (condado de Antrim), en Irlanda del Norte, con la intención de encontrarse con un amigo, desapareció. Su bicicleta fue encontrada cerca de su casa, cubierta con ramas y hojarasca. Su cuerpo fue encontrado seis días después a 26 km en la presa de Mckee, cerca de Hillsborough (condado de Down). Había sido asaltada sexualmente y estrangulada. El sitio estaba cerca de una carretera frecuentada por repartidores de larga distancia y visible desde un área de descanso cercana. Black, que estuvo trabajando en el área, fue declarado culpable por el secuestro, violación y asesinato de la niña en la corte de Armagh Crown el 27 de octubre de 2011.
El 8 de diciembre de 2011 fue condenado a 25 años por el asesinato. El juez dijo que debería tener por lo menos 89 años antes de que fuese considerado para su liberación.

## Asesinato de Susan Maxwell
El 30 de julio de 1982 Susan Maxwell de 11 años de edad, de Cornhill-on-Tweed, del lado inglés de la frontera entre Inglaterra y Escocia, dejó su casa para ir a jugar al tenis al otro lado de la frontera. Varios testigos locales recuerdan haberla visto hasta que cruzó el puente sobre el río Tweed, luego no hubo ningún otro avistamiento de la niña. En algún momento entre el río y Coldstream, Susan fue secuestrada por Black. Él la violó, la mató y arrojó su cuerpo en un bosquecillo a unos 400 kilómetros de distancia al lado de la A518 en Loxley cerca de Uttoxeter (Staffordshire, Inglaterra), donde fue encontrado el 12 de agosto.

## Asesinato de Caroline Hogg
En el tarde del 8 de julio de 1983, Caroline Hogg de 5 años de edad, procedente de Portobello, un suburbio de Edimburgo, salió a jugar cerca de su casa por unos minutos. Nunca regresó. Algunos testigos informaron ver un hombre de aspecto desaliñado, calvo, con gafas de montura de carey y "aspecto furtivo" quienes creyeron que era Black, mirando a una niña pequeña, que se cree que era Caroline, en el parque de juegos cerca de su casa; una niña de catorce años dijo que los vio luego juntos sentados en un banco y oyó a la niña responder "sí, por favor" y luego la llevó de la mano hasta el recinto ferial cercano. Allí el hombre pagó para que diera una vuelta en el tiovivo. Otro testigo declaró que cuando salieron del recinto ferial, la niña parecía asustada. Su cuerpo fue encontrado 10 días después en una zanja en Leicestershire, alrededor de 480 kilómetros de su casa. La causa de su muerte no fue posible determinarla debido al estado de descomposición de su cuerpo (como había sido el caso de Susan Maxwell) pero la ausencia de ropa sugirió un motivo sexual. La búsqueda de la niña fue la más grande hasta entonces en la historia de Escocia y el caso fue ampliamente seguido en los medios y en marzo de 1984 se transmitió a nivel nacional en televisión una reconstrucción de los hechos.

## Asesinato de Sarah Harper
Tres años después, el 26 de marzo de 1986, una niña de 10 años, Sarah Harper, desapareció de Morley (Leeds) después de salir de su casa para ir a la tienda de la esquina para comprar pan. El empleado recordó ver entrar en la tienda a Sarah, pero nunca regresó a su casa. El último avistamiento de Sarah fue caminando hacia el callejón, que usaba como atajo. Black la secuestró, violó y asesinó. Su cuerpo semidesnudo, amordazado y atado fue encontrado a 114 km en el río Trent, cerca de Nottingham, un mes después.

## Investigación policial
Los cuerpos de Maxwell, Hogg, y Harper fueron encontrados cada uno en un radio aproximado de 42 kilómetros de Leicestershire, en la ciudad de Ashby-de-la-Zouch, y la policía ya creía que esas tres muertes estaban relacionadas. Los detectives también pensaron esto, porque los cuerpos habían sido abandonados en distancias lejanas de donde habían sido secuestradas, el asesino probablemente viajaba como parte de su trabajo y era posible que fuera camionero. La policía se enfrentó a una gran presión para resolver los crímenes ya que algunos periódicos compararon los homicidios con los asesinatos de los páramos; fue una de las primeras investigaciones criminales que utilizó el novedoso sistema informático HOLMES extensamente, siguiendo las recomendaciones de las secuelas del Destripador de Yorkshire.
Black fue considerado como sospechoso por la policía por el asesinato o desaparición de otras niñas, incluyendo la desaparición en abril de 1969 de April Fabb y la desaparición de Genette Tate en agosto de 1978. Black fue interrogado sobre estos casos entre otros, pero la Crown Prosecution Service dijo en 2008 que no hubo suficiente evidencia para culpar a Black. Las policías de Devon y Cornualles buscaron otra vez una posible conexión con el Caso Genette Tate en junio de 2014.

## Captura y primer juicio
Black fue arrestado el 14 de julio de 1990, cerca de Stow, Escocia. Fue visto arrebatar una niña de seis años de edad de la calle en su camioneta por un jubilado, David Herkes, que estaba cortando el césped y llamó a la policía. Después de abusar sexualmente de la aterrada niña en un área de descanso, Black regresó al mismo pueblo para terminar el reparto. La policía lo estaba esperando y bloqueó el paso de la furgoneta sospechosa, lo arrestaron mientras uno de los oficiales de policía, padre de la niña, entraba dentro de la parte trasera del vehículo y encontraba a su hija dentro de un saco de dormir amordazada y atada, con una capucha negra en la cabeza. En comisaría Black confesó que no le hizo más "porque no había tenido tiempo". En un allanamiento a la casa de Black, se encontró una gran colección de pornografía infantil en forma de fotos, revistas, libros y vídeos pedófilos.

## Juicio por los asesinatos
La policía sospechaba de Black por los asesinatos de Susan Maxwell, Caroline Hogg y Sarah Harper. Revisaron los recibos de gasolina y finalmente lo culpan por el triple asesinato además del intento de secuestro de la adolescente Theresa Thornhill de 15 años que logró escapar de un hombre que intentó arrastrarla a una camioneta en 1988. Como era menuda y medía 1,50 m probablemente Black pensó que tenía menos edad. El 13 de abril de 1994 Black fue sometido a juicio en Moot Hall, Newcastle upon Tyne, y negó los cargos. Teniendo miles de recibos de gasolineras, la fiscalía fue capaz de ponerlo en el lugar de todas las escenas y mostrar similitudes entre los tres asesinatos y el secuestro de la niña de seis años que había sido rescatada. El jurado normalmente no permite conocer condenas actuales o anteriores del acusado, pero en este caso el juez lo permitió.
El 19 de mayo, el jurado encontró a Black culpable de tres asesinatos, además del intento de secuestro de la adolescente de 15 años Teresa Thornhill, y fue sentenciado a cadena perpetua. Esta sentencia haría que Black permaneciera encarcelado hasta 2009, cuando habría cumplido 82 años.
El 16 de diciembre de 2009, Black fue culpado del asesinato de Jennifer Cardy. Fue encontrado culpable el 27 de octubre de 2011 y fue condenado a una cadena perpetua más por la Armagh Crown Court. El 8 de diciembre de 2011 se le dijo que debía tener como mínimo 89 años para considerar su libertad.

## Ataque en prisión por otros reclusos
Black fue atacado en su celda de la prisión de Wakefield en julio de 1995 tras ser emboscado por dos reclusos. El convicto Andrew Wilson le arrojó agua hirviendo mezclada con azúcar en un intento de “arrancarle la piel”, más tarde, mientras lo golpeaba con la pata de una mesa, el asesino Craig Hendley lo apuñalaba con un cuchillo improvisado en la espalda y el cuello. Hendley más tarde diría a la policía “voy a matar al próximo violador que se acerque a mí”. Un tribunal posteriormente escuchó que "Black era un presidiario particularmente notorio debido a la naturaleza de los delitos por los que fue a cumplir su condena. Fue por esta razón por la que se convirtió en un objetivo”.

## Muerte
Black murió el 12 de enero de 2016 por causas naturales en la prisión HMP Maghaberry en Irlanda del Norte.